# Antonina Ryżowa
Antonina Aleksiejewna Ryżowa, z domu Moisiejewa (ros. Антони́на Алексе́евна Рыжо́ва (Моисе́ева), ur. 5 lipca 1934 w Moskwie, zm. 1 maja 2020) – rosyjska siatkarka, reprezentantka Związku Radzieckiego, medalistka igrzysk olimpijskich, mistrzostw świata i mistrzostw Europy.

## Życiorys
Ryżowa występowała w reprezentacji Związku Radzieckiego w latach 1955–1964. W czasie swojej kariery zdobyła trzy medale mistrzostw Europy, srebrny w 1955 na turnieju w Rumunii oraz dwa złote, w 1958 w Czechosłowacji i w 1963 w Rumunii. Podczas Mistrzostw świata zdobywała złote medale w 1956 we Francji i w 1960 w Brazylii oraz srebro w 1962 w ZSRR. Wystąpiła na igrzyskach olimpijskich w Tokio. Zagrała wówczas we wszystkich z pięciu meczów, a jej zespół zdobył srebrny medal.
Była zawodniczką moskiewskich klubów Lokomotiw (do 1962), CSKA (1963–1969) i Dinamo Moskwa (1970–1971). W mistrzostwach Związku Radzieckiego tryumfowała dwunastokrotnie – w 1952, 1956, 1957, 1958, 1963, 1965, 1966, 1967, 1968, 1969, 1970 i 1971, a 2. miejsce zajmowała sześciokrotne – w 1951, 1953, 1954, 1955, 1959, 1960. W 1952 zdobyła puchar ZSRR. Jest także trzykrotną zwyciężczynią Pucharu Europy z lat 1966, 1967 i 1971 i dwukrotną wicemistrzynią tych rozgrywek z 1968 i 1969. Po zakończeniu kariery w 1971 była trenerką siatkarską.
Za osiągnięcia sportowe została wyróżniona tytułem Zasłużony Mistrz Sportu ZSRR w 1956 i odznaczona orderem „Znak Honoru”.